# Právní obyčej
Právní obyčej je nejstarší pramen práva, v současnosti však mají právní obyčeje jen malý význam, když hlavní roli hrají právní předpisy. Právní obyčeje vznikají spontánně na základě dlouhodobé tradice a obecné akceptace veřejností i státem (resp. společenstvím států), netvoří se tedy cílevědomě, ale dlouhodobě.

## Charakteristika právních obyčejů
Právní obyčeje se vyznačují dvěma typickými rysy:
1. usus longaevus – jde o zvyk dlouhodobě zažitý a užívaný;
2. opinio necessitatis – skutečnost, že jde o zvyk obecně uznávaný, který je i uznán a sankcionován státem (respektive společenstvím států).

Opakováním činnosti se vytvoří tradice, zvyk a tento je obecně uznáván za správné řešení případu. Nezbytným požadavkem je dostatečná míra určitosti takto oficiálně uznaného zvykového pravidla, protože se však jedná o tzv. „nepsané právo“, je často naplnění tohoto požadavku sporné. Přestože jde svou podstatou o právo nepsané, vznikaly v průběhu doby nejrůznější soupisy a sbírky právních obyčejů, ať už oficiální či zpravidla spíše soukromé povahy, čímž docházelo k vyšší jistotě a určité rigiditě. Tím se však oslabila hlavní přednost obyčejů – totiž jejich pružnost při výkladu a používání, na druhou stranu se tak zvyšovala míra právní jistoty, jinak typická pro psané právo. V tomto systému mají právní obyčeje charakter pramene práva jen tehdy, pokud působí praeter legem, tzn. pokud psané právo nestanoví jinak.
Od obyčeje je nutno odlišovat zvyklosti (zejména obchodní zvyklosti), jež nejsou pramenem práva (schází u nich opinio necessitatis), avšak mohou být důležitým interpretačním vodítkem výkladu vůle jednajících stran.

## Využívání právních obyčejů
Obyčejové právo začíná v Evropě ustupovat psanému právu na počátku 19. století, ale v některých částech Evropy až ve 20. století. V soudobém právu se právní obyčeje stále používají ve Velké Británii, v církevním právu, v právu islámském a v dalších tradičních právních systémech Asie a Afriky. Právní obyčeje si také podržují velký význam jako prameny práva mezinárodního. V kontinentálním právu ale právní obyčej není pramenem práva (na českém území od roku 1811, na slovenském až od roku 1950).